# Sovétskaya (Novokubansk, Krasnodar)
Sovétskaya (del ruso: Сове́тская) es una stanitsa del raión de Novokubansk en el krai de Krasnodar de Rusia. Está situada en la orilla izquierda del río Urup, afluente del río Kubán, frente a Zúyevo, 38 km al sur de Novokubansk y 173 km al sureste de Krasnodar. Es centro administrativo del municipio de Sovétskaya. Tenía 9 021 habitantes en 2010
Es cabeza del municipio Sovétskoye, al que pertenecen asimismo Steblitski, Radíshchevo, Razdolni, Podlesni, Rodnikovski y Yuzhni.

## Historia
La stanitsa fue fundada en 1841 con el nombre de Urúpskaya. En 1933, parte de sus habitantes fueron deportados y se cambió el nombre de la localidad a Sovétskaya. Entre 1934 y 1962 fue centro administrativo de un raión.

## Educación
La localidad cuenta con tres escuelas.

## Economía
En la localidad se encuentran dos koljoses, el OOO "Novator" y el OPJ Urupski.